# Melanichneumon mystificans
Melanichneumon mystificans är en stekelart som beskrevs av Heinrich 1972. Melanichneumon mystificans ingår i släktet Melanichneumon och familjen brokparasitsteklar. Inga underarter finns listade i Catalogue of Life.